# Chandlerville (Illinois)
Chandlerville est un village du comté de Cass dans l'Illinois, aux États-Unis,. Il est incorporé le 23 juillet 1875. Il est baptisé en référence à son fondateur Charles Chandler.

## Démographie
Lors du recensement de 2010, le village comptait une population de 553 habitants. Elle est estimée, en 2016, à 515 habitants.

## Source de la traduction
- (en) Cet article est partiellement ou en totalité issu de l’article de Wikipédia en anglais intitulé « Chandlerville, Illinois » (voir la liste des auteurs).